# John Louis Romer
John Louis Romer (30 de setembro de 1941–) é um egiptólogo, historiador e arqueólogo famoso que apareceu em muitas series de TV, incluindo: Romer's Egypt, Ancient Lives, Testament, The Seven Wonders of the World, Byzantium and Great Excavations: The Story of Archaeology. Juntamente com Michael Wood, ele é provavelmente o mais conhecido arqueologista e apresentador de história antiga, com o seu tão bem conhecido chapéu de Indiana Jones. Romer é também conhecido pelas suas explorações e pesquisas de tumbas reais no Vale dos Reis em Egito.
Romer começou na arqueologia através de seus estudos de epigrafia de pinturas e desenhos no Royal College of Art em Londres, tendo trabalhado antes como um artista em Persépolis, Irão, e no Cairo, Egito, desenhando e estudando inscrições antigas.
Ele começou seu trabalho arqueológico em 1966 participando da pesquisa da University of Chicago no sítio arqueológico de Tebas.
Em 1979, John Romer e sua esposa, Elizabeth Romer, uma arqueologista e designer, fundaram o The Theban Foundation, em Berkeley (Califórnia), um órgão dedicado a conservação e documentação das tumbas reais de Tebas, que mais tarde levou à criação do famoso e importante Theban Mapping Project.
Os livros de Romer (alguns de co-autoria de sua esposa) incluem:Valley of the Kings, Ancient Lives, Testament e The Seven Wonders of the World, muitos desses já tiveram versões pra televisão. Seu trabalho mais recente, "The Great Pyramid: Ancient Egypt Revisited" foi um sucesso, publicado em abril de 2007.
Romer vive atualmente na Toscânia, Itália.

## Trabalhos
- John Romer. Byzantium — The Lost Empire. [S.l.]: ABTV/Ibis Films/The Learning Channel. 1997, 4 programs.
- John Romer. Damage in the Royal Tombs in the Valley of the King. [S.l.]: private An archaeology autobiography
- John Romer. Valley of the Kings. [S.l.]: Henry Holt and Company: New York, NY, 1981. ISBN 0-8050-0993-0
- John Romer. Romer’s Egypt. [S.l.]: Michael O’Mara Books Limited: London, 1993. ISBN 0-7181-2136-8
- John Romer. The Rape of Tutankhamun. [S.l.]: Michael Joseph/Rainbird: London, 1982. ISBN 1-85479-169-9
- John Romer (with Elizabeth Romer). Great Excavations: John Romer’s History of Archaeology. [S.l.]: Cassell: London, June 2000. ISBN 0-304-35563-1